# 50 штатов страха
«50 штатов страха» (англ. 50 States of Fright) — американский веб-сериал от стримингового сервиса Quibi, вышел 6 апреля 2020 года.
Премьера второго сезона состоялась на Quibi 28 сентября 2020 года.

## Сюжет
Сборник городских легенд из разных уголков Соединённых Штатов Америки.

## В ролях

### «Золотая рука» (Мичиган)
- Рэйчел Броснахэн — Хизер
- Трэвис Фиммел — Дэйв
- Джон Маршалл Джонс — Энди

### «Самый большой клубок шпагата в Америке» (Канзас)
- Минг-На Вен — Сьюзан
- Карен Аллен — шериф Стэллинг
- Тайла Роберже — Амелия

### «Сильный испуг» (Орегон)
- Джеймс Рэнсон — Себастьян Клепнер
- Эмили Хэмпшир — Меган Блум

### «Грей-Клауд-Айленд» (Миннесота)
- Эйса Баттерфилд — Брэндон Бойд
- Алекс Фитцалан —

### «Судьба» (Флорида)
- Денай Гарсиа — Мария Васкес
- Грэйтон Холт —

### «Почти там» (Айова)
- Таисса Фармига — Ханна Салливан
- Рон Ливингстон — Блэйк

### «13 шагов в ад» (Вашингтон)
- Лулу Уилсон — Мэллори
- Рори Калкин — Олдер Айден / Рассказчик

### «Красный ром» (Колорадо)
- Джейкоб Баталон — Саймон
- Виктория Джастис — Логан
- Колин Форд — Кайл
- Кристина Риччи — Битси

### «Кизил-Азалия» (Миссури)
- Элизабет Ризер — Сара
- Уоррен Кристи — Азалия
- Уильям Брюс Дэвис — Фрэнк

## Список эпизодов

### Сезон 1 (2020)
| № общий | № в сезоне | Название                                 | Режиссёр   | Автор сценария | Дата премьеры  |
| ------- | ---------- | ---------------------------------------- | ---------- | -------------- | -------------- |
| 1       | 1          | «The Golden Arm (Michigan) - Part 1»     | Неизвестно | Неизвестно     | 6 апреля 2020  |
| 2       | 2          | «The Golden Arm (Michigan) - Part 2»     | Неизвестно | Неизвестно     | 6 апреля 2020  |
| 3       | 3          | «The Golden Arm (Michigan) - Part 3»     | Неизвестно | Неизвестно     | 6 апреля 2020  |
| 4       | 4          | «Ball of Twine (Kansas) - Part 1»        | Неизвестно | Неизвестно     | 7 апреля 2020  |
| 5       | 5          | «Ball of Twine (Kansas) - Part 2»        | Неизвестно | Неизвестно     | 8 апреля 2020  |
| 6       | 6          | «Ball of Twine (Kansas) - Part 3»        | Неизвестно | Неизвестно     | 9 апреля 2020  |
| 7       | 7          | «Scared Stiff (Oregon) - Part 1»         | Неизвестно | Неизвестно     | 13 апреля 2020 |
| 8       | 8          | «Scared Stiff (Oregon) - Part 2»         | Неизвестно | Неизвестно     | 14 апреля 2020 |
| 9       | 9          | «Grey Cloud Island (Minnesota) - Part 1» | Неизвестно | Неизвестно     | 15 апреля 2020 |
| 10      | 10         | «Grey Cloud Island (Minnesota) - Part 2» | Неизвестно | Неизвестно     | 16 апреля 2020 |
| 11      | 11         | «Grey Cloud Island (Minnesota) - Part 3» | Неизвестно | Неизвестно     | 17 апреля 2020 |
| 12      | 12         | «Destino (Florida) - Part 1»             | Неизвестно | Неизвестно     | 20 апреля 2020 |
| 13      | 13         | «Destino (Florida) - Part 2»             | Неизвестно | Неизвестно     | 21 апреля 2020 |
| 14      | 14         | «Destino (Florida) - Part 3»             | Неизвестно | Неизвестно     | 22 апреля 2020 |